# Emiliano Álvarez Longo
Emiliano Álvarez Longo (Montevideo, 3 aprile 1996) è un calciatore uruguaiano, difensore dell'Uruguay Montevideo.

## Caratteristiche tecniche
È un difensore centrale.

## Carriera

### Club
Cresciuto nel settore giovanile del Defensor Sporting, ha esordito il 5 febbraio 2017 in occasione del match di campionato vinto 1-0 contro il Rampla Juniors.

## Palmarès

### Competizioni nazionali
- Segunda División Profesional de Uruguay: 1

Miramar Misiones: 2023